# Proprioseiopsis pocillatus
Proprioseiopsis pocillatus är en spindeldjursart som först beskrevs av Athias-Henriot 1961.  Proprioseiopsis pocillatus ingår i släktet Proprioseiopsis och familjen Phytoseiidae. Inga underarter finns listade i Catalogue of Life.